# Дзукки, Антонио

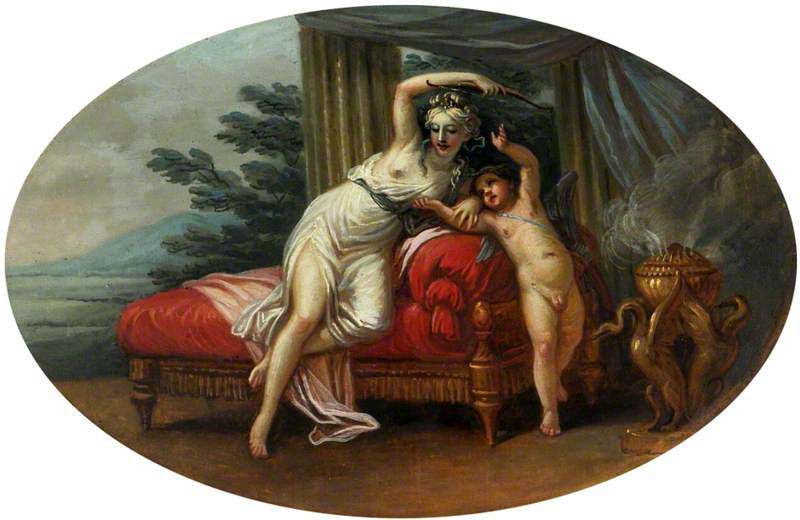
Венера и купидон

Анто́нио Дзу́кки, или Цу́кки (итал. Antonio Zucchi; 1726—1795) — итальянский живописец и гравёр эпохи неоклассицизма. Член Академии изящных искусств Венеции (с 1756 г.) и Королевской академии художеств Великобритании (с 1770 г.).

## Биография
Сын гравёра Франческо Дзукки (1692—1764). Младший брат гравёра Джузеппе Дзукки (1721—1805).
Первые уроки живописи получил у дяди художника архитектуры Карло Дзукки, затем изучал историческую живопись под руководством Франческо Фонтебассо и Якопо Амигони. Сравнение работ юного Дзукки и Амигони показывает, насколько сильно учитель повлиял на работу своего ученика.
Около 1759 года совершил путешествие в Рим и Неаполь с шотландским архитектором Робертом Адамом, где окунулся в изучение архитектурных древностей Италии. Антонио Дзукки остался в Италии и изучал неоклассический стиль, рисуя многие из исторических зданий. В Риме он выполнил ряд пейзажных офортов и ведута классических зданий или руин. В 1766 году он создал алтарь для церкви Св. Фомы. Антонио Дзукки получил много заказов в Лондоне, часто работая художником-декоратором вместе с архитектором Робертом Адамом. Он расписывал плафоны старого Букингемском дворце, Кенвуд-хауса, Ньюби-Холла, Остерли-парк-хаусе, Лоутон-Хауса и других прекрасных резиденциях Англии.
Лорд Уильям Мюррей нанял Дзукки, чтобы он украсил потолок его Библиотеки. Работа была завершена в 1769 году и, как считается, сильно повлияла на избрание художника членом Королевской академии художеств в 1770 году. Его произведения часто классифицировали как «мифологические». С 1770 по 1783 год он выставил шесть работ в Королевской Академии и одну работу в Свободном обществе.
В 1781 году женился на художнице Ангелике Кауфман, которая в конце жизни переехала с ним на жительство в Рим.
В 1756 году он был избран в состав Академии изящных искусств Венеции.
Умер в Риме в 1795 году.

## Галерея

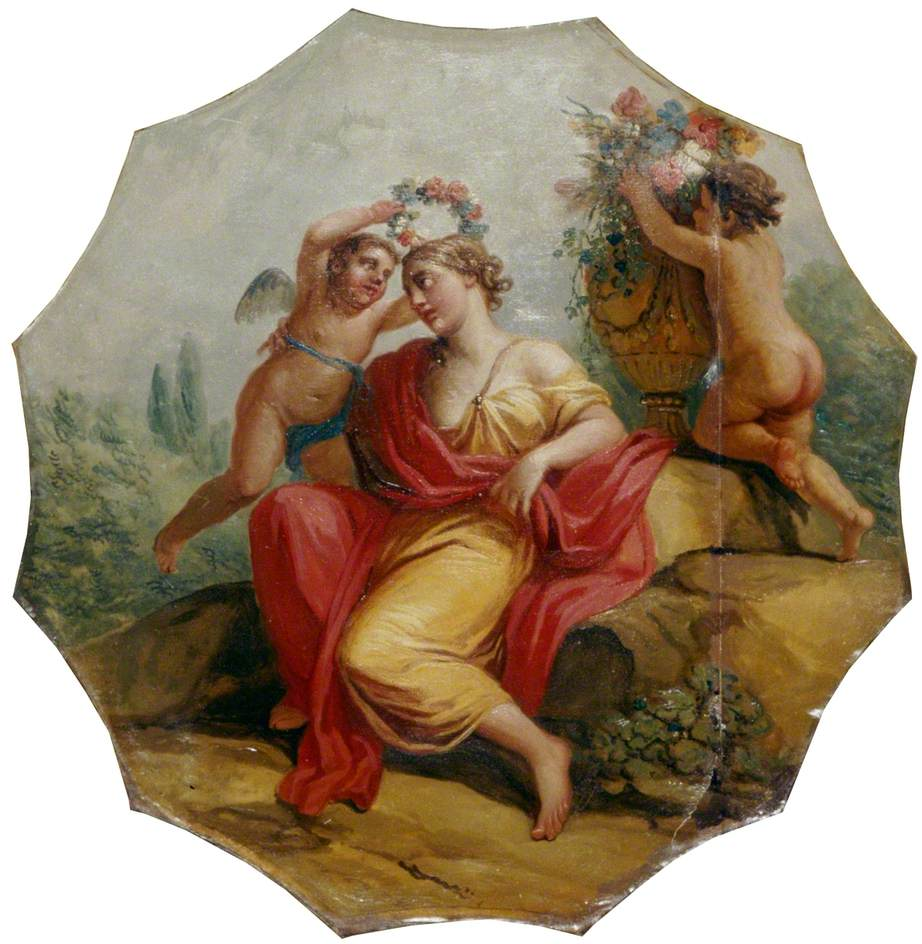
Весна
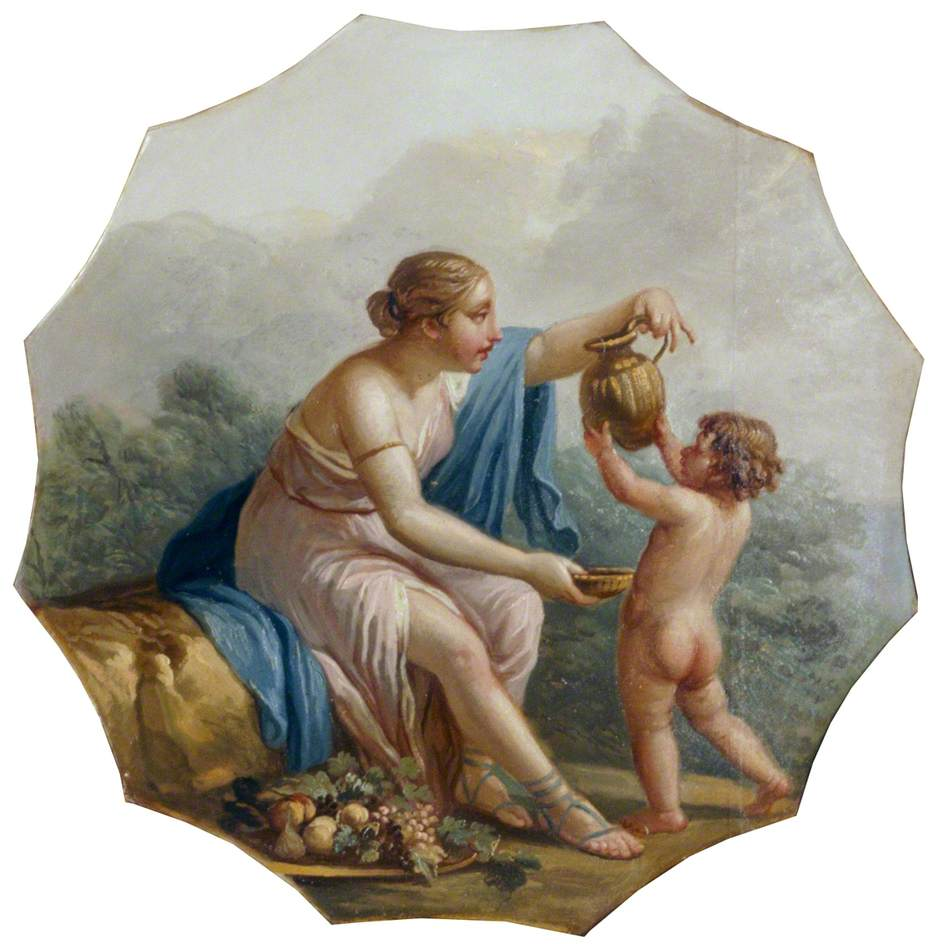
Лето
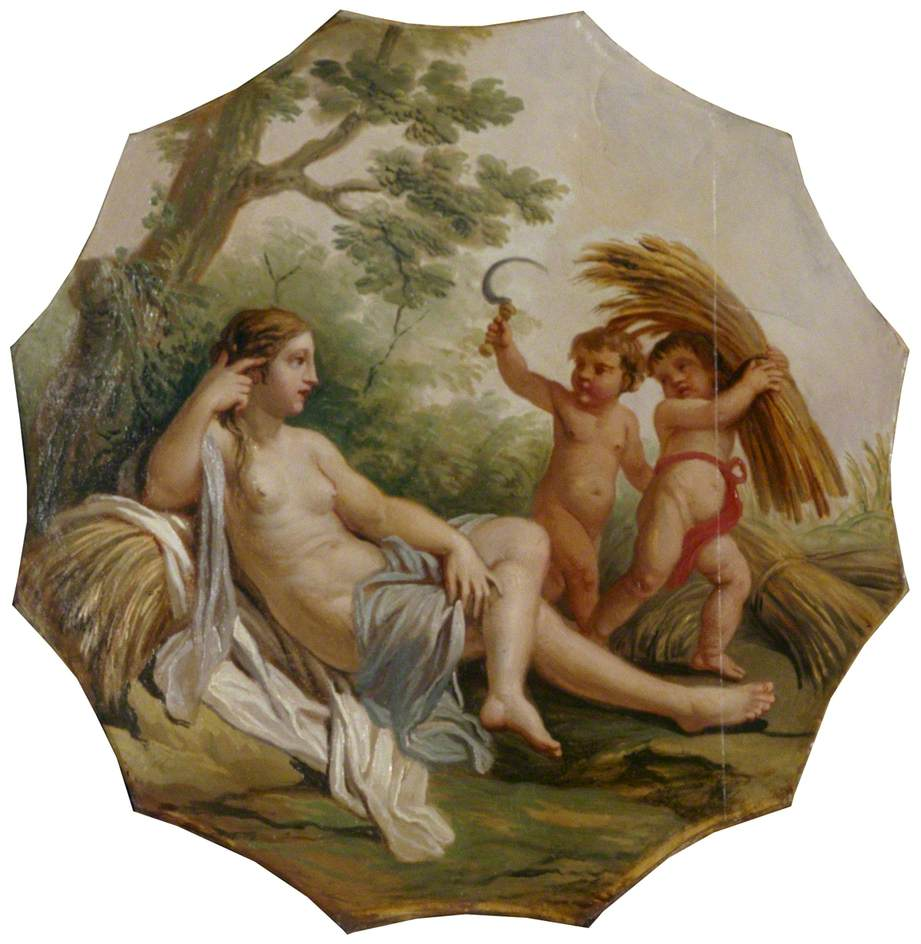
Осень
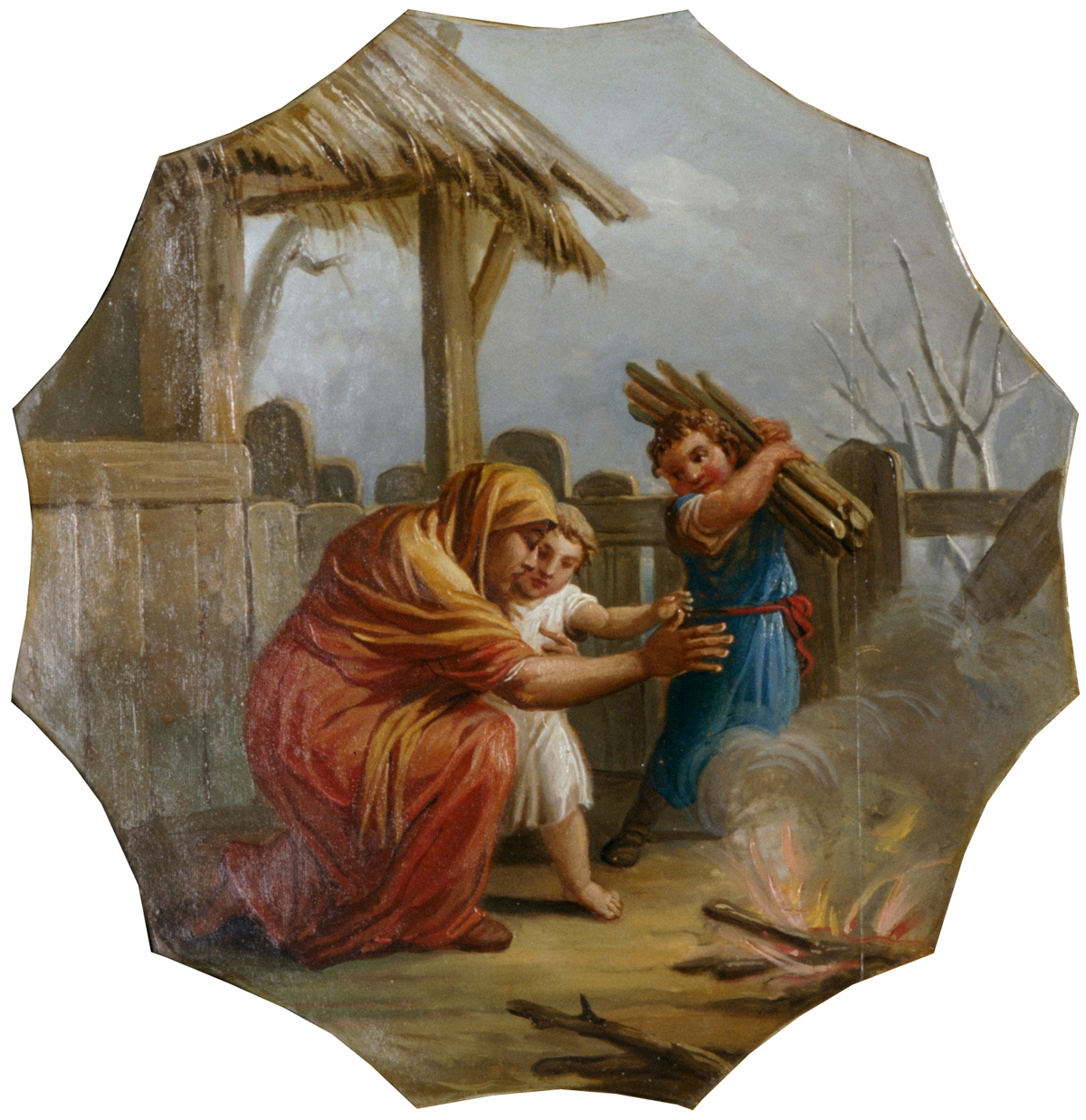
Зима